# Peter Welsh
Robert Peter Welsh (ur. 16 lipca 1943 w Dunedin) – nowozelandzki lekkoatleta, długodystansowiec, mistrz igrzysk Imperium Brytyjskiego i Wspólnoty Brytyjskiej, olimpijczyk.

## Kariera sportowa
Zdobył złoty medal w biegu na 3000 metrów z przeszkodami na igrzyskach Imperium Brytyjskiego i Wspólnoty Brytyjskiej w 1966 w Kingston, wyprzedzając Kerry’ego O’Briena z  Australii i Benjamina Kogo z Kenii. Odpadł w eliminacjach tej konkurencji na igrzyskach olimpijskich w 1968 w Meksyku.
Był mistrzem Nowej Zelandii w biegu na 3000 metrów z przeszkodami w 1963/1964, 1965/1965 i 1967/1968.
Dwukrotnie poprawiał rekord Australii na tym dystansie do czasu 8:29,6, uzyskanego 6 sierpnia 1966 w Kingston. Był to najlepszy wynik w jego karierze.